# 유로 안정화 기구

유로 안정화 기구(영어: European Stability Mechanism)은 룩셈부르크시에 위치한 정부간 기구로서 특별 ESM 정부간 조약을 비준한 모든 유로존 회원국들을 대상으로 공공 국제법하에서 운영된다. 유로존을 위한 영구적인 방화벽 역할로 2012년 9월 27일에 설립했고, 재정적 어려움에 있는 유로존 회원국을 보호하고 금융지원 프로그램을 지원하며 최대 5,000 억 유로의 대출능력이 있다.

## 같이 보기
- 유럽재정안정기금
- 유럽 연합의 조약